# Made of Stars
Made of Stars ist ein Lied des israelischen Sängers Hovi Star. Er vertrat mit dem Lied Israel beim Eurovision Song Contest 2016. Es wurde von Doron Medalie geschrieben und am 13. März 2016 veröffentlicht.

## Hintergrund
Der israelische Beitrag für den Eurovision Song Contest 2016 wurde mit Hilfe der Castingshow HaKokhav HaBa L’Eirovizion, der israelischen Version von Rising Star, ausgewählt. Der Wettbewerb bestand aus 15 Shows, die vom 5. Dezember 2015 bis zum 3. März 2016 ausgestrahlt wurden. Hovi Star zog mit seinem Lied Made of Stars ins Finale der Show ein und gewann diese. Einige Tage nach Ende der Show wurde angekündigt, dass Israel mit einer neuen Version des Liedes beim Eurovision Song Contest antreten wird, da die alte zu viele negative Kritiken bekommen hat. Diese wurde schließlich am 13. März 2016 inklusive eines Musikvideos auf dem offiziellen Youtube-Kanal des Eurovision Song Contests veröffentlicht.